# Kali Christ
Kali Christ (9 november 1991) is een Canadees langebaanschaatsster. Ze is met name goed op de middellange afstanden, de 1000 en 1500 meter.

## Carrière

### Junioren
In de wereldbeker schaatsen junioren 2010/2011 won Christ enkele wedstrijden in Milwaukee waarmee ze in Groningen tijdens de finale brons haalde op de 1500 meter. Op de wereldkampioenschappen schaatsen junioren 2011 won ze brons op de 1000 meter en de ploegenachtervolging.

### Senioren
In het seizoen 2011/2012 maakte Christ haar debuut in de 'grote' wereldbeker op de 1000 meter, 1500 meter en als (reserve)lid van de ploegenachtervolging. Ze wordt aan het einde van het seizoen negende op de wereldkampioenschappen schaatsen afstanden 2012 - 1000 meter vrouwen.
In het seizoen 2012/2013 laat Christ zich zien als allroundster. Ze wordt derde op de continentale kampioenschappen schaatsen 2013 (Noord-Amerika & Oceanië) en twaalfde op de wereldkampioenschappen schaatsen allround 2013. Aan het einde van het seizoen rijdt ze op de wereldkampioenschappen schaatsen afstanden 2013 dit keer de 1500 meter en wordt daarop vijfde, minder dan een seconde van het brons.

## Resultaten
| Jaar | WK allround         | WK afstanden                                      | Olympische Spelen                    | CK N-Amerika     | WK junioren                           |
| ---- | ------------------- | ------------------------------------------------- | ------------------------------------ | ---------------- | ------------------------------------- |
| 2010 |                     |                                                   |                                      |                  | 15e (28, 13, 13, 15) 4e achtervolging |
| 2011 |                     |                                                   |                                      |                  | 9e · (7, 5, , 19) · achtervolging     |
| 2012 |                     | 8e 1000m                                          |                                      | 6e · (4, 7, , 8) |                                       |
| 2013 | NC12 (9, 19, 13, -) | 5e 1500m                                          |                                      | · (, 4, , 4)     |                                       |
| 2014 | NC10 (4, 12, 8, -)  |                                                   | 21e 1000m 16e 1500m 5e achtervolging | · (, 5, , 6)     |                                       |
| 2015 | 8 (2, 11, 4, 8)     | 6e 1000m 8e 1500m 4e achtervolging 19e massastart |                                      |                  |                                       |
| 2016 |                     | 14e 1500m                                         |                                      |                  |                                       |
|      |                     |                                                   |                                      |                  |                                       |
| 2018 |                     |                                                   | 19e 1500m                            |                  |                                       |
| 2019 |                     | 21e 1500m · teamsprint                            |                                      |                  |                                       |

- = geen deelname
NC# = niet gekwalificeerd voor de laatste afstand, maar wel als # geklasseerd in de eindrangschikking
(#, #, #, #) = afstandspositie op allroundtoernooi (500m, 3000m, 1500m, 5000m) of op juniorentoernooi (500m, 1500m, 1000m, 3000m)